# Wysocy Przedstawiciele Ligi Narodów w Wolnym Mieście Gdańsku

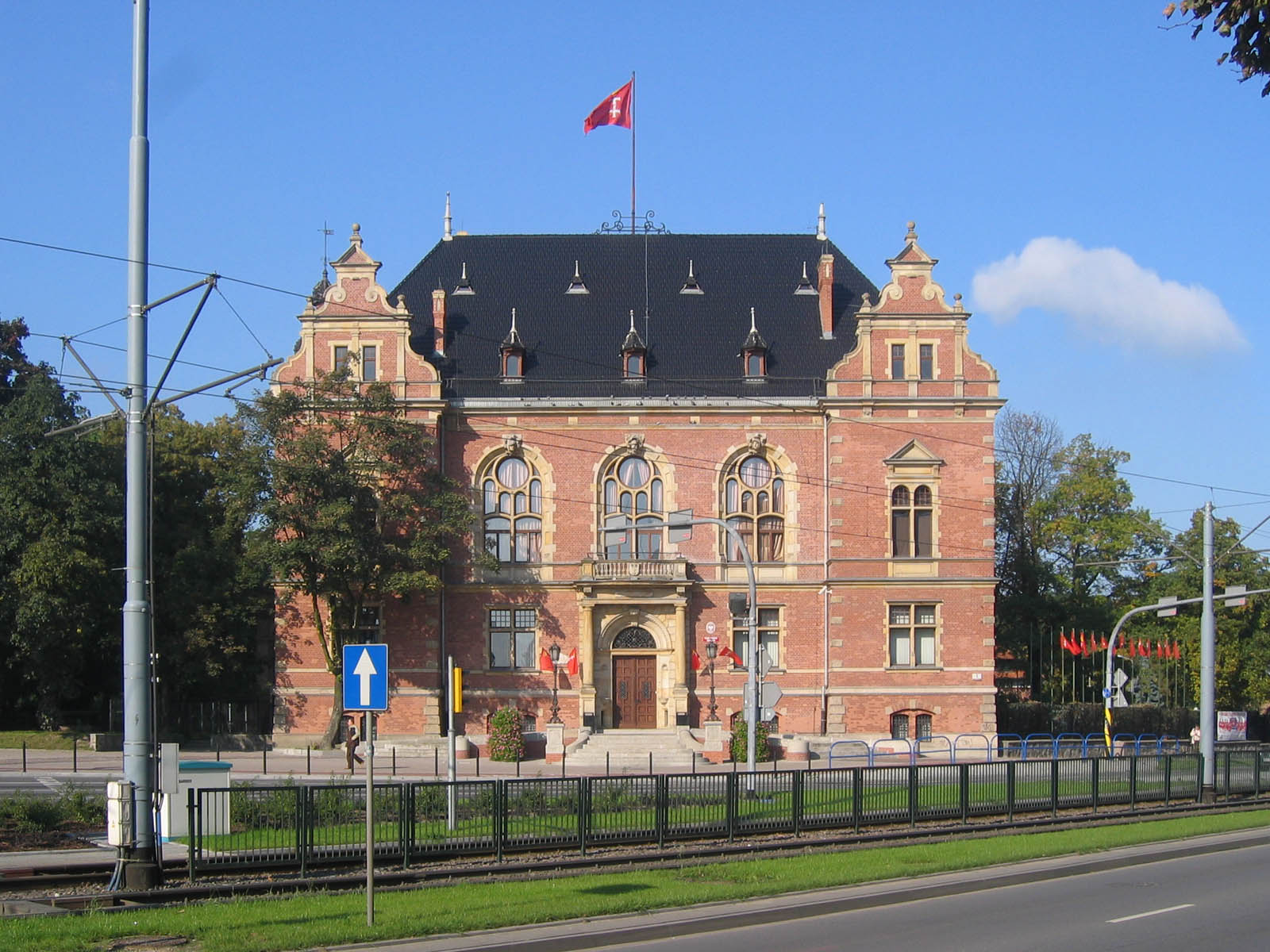
Rezydencja Wysokiego Komisarza Ligi Narodów – przed 1920 r. budynek pruskiej komendy garnizonu, obecnie Nowy Ratusz – siedziba Rady Miasta Gdańska przy ul. Wały Jagiellońskie 1

Wysocy Komisarze Ligi Narodów w Gdańsku:
- 11 lutego 1920 – 15 listopada 1920 – Sir Reginald Tower (Wielka Brytania)
- 15 listopada 1920 – 15 grudnia 1920 – Edward Lisle Strutt (Wielka Brytania), pełniący obowiązki
- 16 grudnia 1920 – 23 stycznia 1921 – Bernardo Attolico (Włochy)
- 24 stycznia 1921 – 3 lutego 1923 – Richard Haking (Wielka Brytania)
- 22 lutego 1923 – 21 lutego 1926 – Mervyn MacDonnell (Wielka Brytania)
- 22 lutego 1926 – 21 czerwca 1929 – Joost Adriaan van Hamel (Holandia)
- 22 czerwca 1929 – 19 września 1932 – Manfredi Gravina (Włochy)
- 15 października 1932 – 15 stycznia 1934 – Helmer Rosting (Dania)
- 15 stycznia 1934 – 17 lutego 1937 – Seán Lester (Wolne Państwo Irlandzkie)
- 1 marca 1937 – 1 września 1939 – Carl Jakob Burckhardt (Szwajcaria)